# Víctor Endeiza
Víctor Waldino Endeiza (San Luis, 29 de marzo de 1906 - 9 de marzo de 1962) fue un empresario y político argentino, gobernador de la Provincia de San Luis durante la segunda presidencia de Juan Domingo Perón, a cuyo partido pertenecía. Depuesto por el golpe militar que encabezó el General Eduardo Lonardi en la llamada "Revolución Libertadora".

## Biografía
Era un estanciero del sudeste de la provincia, y fue presidente de la Sociedad Rural de San Luis en varios períodos.
Fue elegido diputado provincial en 1946, y al asumir su cargo fue nombrado presidente de la Legislatura. En 1949 esa misma legislatura lo eligió senador nacional por su provincia.
En 1952 terminando su cargo como senador nacional, fue sucedido por el entonces gobernador Ricardo Zavala Ortiz que antes de entregar el mando provincial se encargó que sus electores eligieran a Endeiza para sucederlo, cargo para el cual fue elegido, lo que protagonizó así un intercambio de cargos políticos con Zavala Ortiz. Endeiza dio señales de adhesión al presidente Perón. Así, cambió el nombre del Departamento La Capital a "Departamento Eva Perón", ordenó colocar en las oficinas públicas y escuelas el retrato de Eva Perón y la provincia adhirió al Segundo Plan Quinquenal.
Su obra fue especialmente institucional, ya que se crearon el Consejo Provincial de Promoción Económica, el Instituto de Colonización y Fomento Agrario, la Escuela de Administración Pública, la Dirección de Obra Social para los empleados públicos, el Código de Procedimientos de la Justicia Policial, la Dirección Provincial de Trabajo con su correspondiente Ley Código Procesal del Trabajo, una ley de Jubilaciones extraordinarias para los exgobernadores, ministros y legisladores. Se sancionaron leyes de represión de juegos de azar, de subvención del consumo interno de carne e impuestos al latifundio, y se creó la Dirección de Aprendizaje y Capacitación Profesional, extendiendo la enseñanza técnica en la provincia, con la creación de 35 escuelas-fábrica.
En el primer año de su gobierno creó una Dirección Provincial de Cooperativas, sobre la base de la cual creó una cooperativa de transportes, dedicada especialmente al transporte urbano en la capital provincial, pero también al transporte hacia las localidades más apartadas del interior. Durante su gobierno, se acordaron numerosas pensiones vitalicias, se crearon las Escuelas de Cerámica de San Luis y la de Administración Pública,  el Consejo de Promoción económica de la provincia, la Dirección de obra Social para los Empleados Públicos, etc. Se realizaron reparaciones de varios edificios públicos, se realizaron expropiaciones, donaciones de tierras, obras de irrigación y de electricidad para la provincia, se construyeron escuelas aún en las zonas más apartadas y fomentó el turismo.
Fueron creadas la Escuela de Cerámica, el Consejo de Promoción Económica de la Provincia, el Instituto de Colonización y Fomento Agrario, la Escuela de Administración Pública, La Dirección de Obra Social para los Empleados Públicos, la Dirección de Juegos de Azar, la Dirección de Subvensión al Consumo Interno de Carne, la del Impuesto al Latifundio, la del Fondo de Promoción del Turismo.
Se repararon los edificios de la escuela de San Pablo y del Hogar del Niño, se amplió el edificio de la Legislatura, se construyeron oficinas en Juana koslay y Merlo, se construyó un Tanque de Agua en Balde, se amplió el Edificio de los Tribunales y se adquirieron edificios para oficinas públicas en Nueva Galia y Nueva Escocia. Se sancionaron leyes declarando de utilidad pública y sujetas a expropiación como La Quebrada del Ojo de Agua, tierras cercanas a la ciudad de San Luis y en la misma ciudad que fueron otorgadas a la Caja de Jubilaciones, a la CGT y a la Liga Puntana de Fútbol;  tierras expropiadas se utilizaron para la prolongación de calles, parques, viveros, bosques, colonia de vacaciones, construcción de viviendas y realización de obras de energía. Se donaron terrenos para el obispado, clubes,  y agremiación del magisterio provincial.
Entre sus obras públicas se pueden mencionar trazado y pavimentación de calles, viveros e instalaciones forestales en varias localidades, colonias de vacaciones, viviendas económicas y una central termoeléctrica en La Toma. Amplió los edificios de la Legislatura y de Tribunales, y dotó de edificios públicos a varias localidades.
Administró la provincia con discreción y ecuanimidad, siendo muy respetado por los puntanos, incluso las fuerzas opositoras reconocen que en la provincia se vivió un clima de honradez y tolerancia.
Fue destituido el 17 de septiembre de 1955 por el golpe militar que inició la llamada Revolución Libertadora y fue arrestado durante varios meses. En su honor una calle lleva su nombre.
Su hijo Eduardo Aníbal Endeiza, abogado, fue ministro de Hacienda y de Educación de su provincia, además de diputado nacional por el Partido Justicialista. En su honor existe un jardín maternal en Villa Mercedes.
Su nieto Ricardo Endeiza, abogado,  vicegobernador de San Luis desde 2023 hasta 2027.